# Nikotinamid adenin dinukleotid fosfat
Nikotinamídadeníndínukleotídfosfát (okrajšano NADP) je spojina, podobna nikotinamidadenindinukleotidu, ki ima v adenozinskem delu molekule riboza-2,5-bisfosfat. Kot koencim sodeluje v številnih oksidoredukcijskih reakcijah kot akceptor (NADP+) ali donor (NADPH) elektronov (v obliki hidridnega iona), predvsem z nalogo prenosa elektronov v nekatere pomembne biosintetske procese in procese obrambe pred prostimi radikali.
NADPH je reducirana oblika NADP+. NADP+ se od NAD+ razlikuje v dodatni fosfatni skupini na položaju 2' riboznega obroča, na katerega je pripeta tudi adeninska enota.